# Leucorrhinia orientalis
Leucorrhinia orientalis is een echte libel (Anisoptera) uit de familie van de korenbouten (Libellulidae).
De wetenschappelijke naam Leucorrhinia orientalis werd in 1887 gepubliceerd door Edmond de Sélys Longchamps.

## Synoniemen
- Leucorrhinia ussuriensis Bartenev, 1914